# Eleição para prefeito de São Francisco em 1999
A eleição para prefeito de São Francisco em 1999 foi realizada em 2 de novembro e 14 de dezembro de 1999. O prefeito Willie Brown venceu a reeleição contra o supervisor e atual deputado Tom Ammiano.
Há um documentário sobre a eleição intitulado See How They Run (Veja como eles "correm").